# ベンゾオキサゾール
ベンゾオキサゾール (benzoxazole) とは複素環式芳香族化合物のひとつで、ベンゼンとオキサゾールが辺を共有して縮合した構造を持つ。ピリジンに似た臭いを示し、工業や研究で用いられる。
ベンゾオキサゾールの構造はフルノキサプロフェンなどの医薬品に含まれる。また、医薬品や生理活性物質の合成に際し出発物質となる。

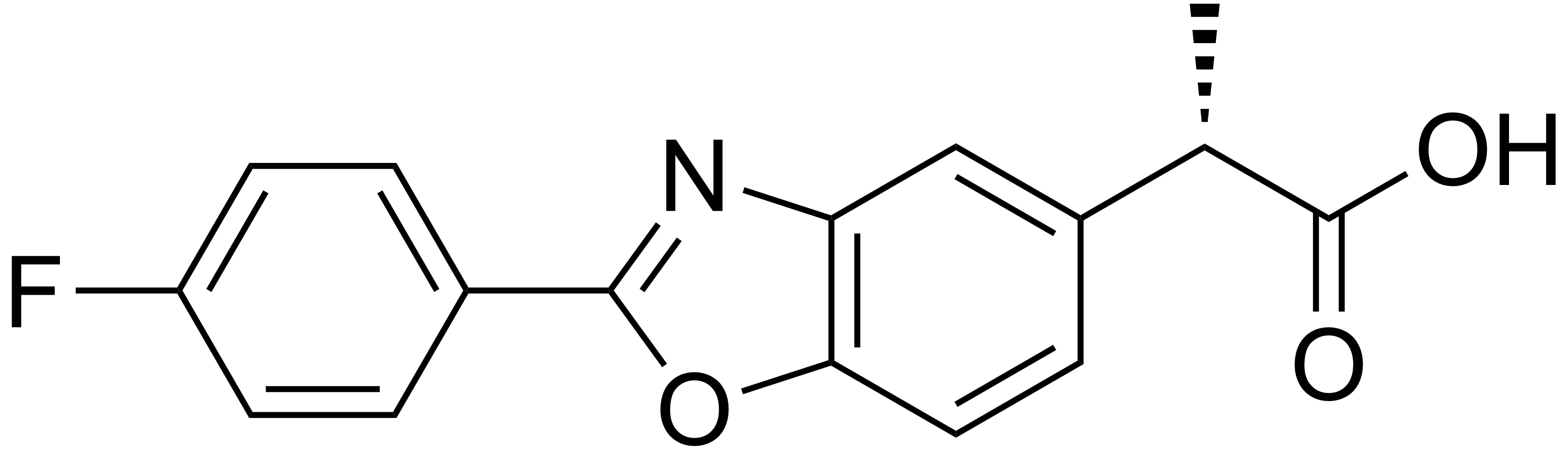
フルノキサプロフェンの構造式

## 反応
ベンゾオキサゾールの反応はそのほとんどがオキサゾール環上で起こる。
ベンゾオキサゾールに強塩基を作用させると、窒素と酸素の間の炭素（2位）上からプロトンが引き抜かれたカルバニオンを与える。
求電子置換反応もまた2位の炭素上で起こる。
ヒドリド性還元剤を作用させると開環反応が起こり、2-(メチルアミノ)フェノールが生じる。